# Tres estudis per a figures al peu d'una crucifixió
Tres estudis per a figures al peu d'una crucifixió (el nom original del qual és Three Studies for Figures at the Base of a Crucifixion) és un tríptic pintat per l'artista irlandès Francis Bacon el 1944. L'obra es basa en les Eumènides -o Fúries- que apareixen a L'Orestea (Agamèmnon, Les coèfores i Les eumènides) d'Èsquil i presenta tres criatures antropomòrfiques deformes sobre un fons pla de color taronja torrat. Tècnicament es tracta d'una pintura a l'oli i pastel sobre fusta, completada en de dues setmanes.
El tríptic resumeix les temàtiques que Bacon va explorar a les seves obres anteriors, incloent les seves anàlisis dels biomorfs de Pablo Picasso i les seves interpretacions sobre la crucifixió i les Eumènides. Bacon no va voler, mostrar que la seva intenció principal era la de presentar una enorme escena relacionada amb la crucifixió i després afegir les tres figures al peu de la creu.
El tríptic dels Tres estudis... és considerat pels especialistes com la primera obra madura de l'artista, atès que abans d'haver creat aquesta pintura, considerava les seves altres obres com irrellevants, a part que durant la seva vida evitava aparèixer dins dels cercles comercials d'art. Quan la pintura va ser exhibida per primera vegada el 1945, es va tornar en tota una sensació, i va ajudar que la fama del pintor s'elevés i fos considerat com un dels més destacats pintors de la postguerra. En un comentari sobre el valor cultural dels Tres estudis, el crític d'art John Russell va esmentar que «ja hi havia pintures en Anglaterra abans dels Tres estudis i pintures després d'ells, i ningú […] en pot confondre tots dos».

## Rerefons
Com a pintor, Francis Bacon va ser un artista tardà. Es dedicava a pintar esporàdicament i sense cap obligació durant les dècades de 1920 i 1930, mentre treballava com a dissenyador i decorador de mobles i catifes. Va començar a pintar imatges relacionades a la crucifixió el 1933 quan Eric Hall, el seu cap d'aquell temps, li va encarregar que realitzés una sèrie de tres pintures sobre aquesta temàtica. Aquestes figures contenien diversos elements típics d'aquell temps, les quals abastaven imatges diàfanes, fons plans, i detalls surrealistes com flors i paraigües. El crític d'art, Wieland Schmied, va comentar que encara que els seus treballs inicials eren «estèticament delectables», aquests mancaven d'«un sentit de fer o d'una indigència interna; són boniques, però exànimes». La mencionada percepció va ser remarcada per Hugh Davies, qui va escriure sobre les pintures de Bacon fetes el 1933 que «suggereixen que l'artista tendeix a enfocar-se més en un caire formal en lloc de tenir cura de l'expressivitat». Bacon va declarar que els seus treballs inicials no eren gaire reeixits, atès que aquests eren únicament per a fins decoratius i escassos pel que fa a contingut pictòric. A més a més, ell mateix exercia durament l'autocrítica al llarg d'aquest període, per la qual cosa amb freqüència abandonava i també destruïa molts dels seus llenços encara inconclosos. A més a més, va deixar de banda el tema de la crucifixió i després es va retirar de la seva activitat artística a causa d'una profunda frustració, pel que va decidir embolicar-se en qüestions amoroses, problemes d'alcoholisme i jocs d'atzar.
Quan per fi va decidir tornar al tema de la crucifixió, després d'onze anys, encara conservava alguns dels estils que havia desenvolupat en un inici, com ara les formes orgàniques allargades i deformes que aquesta vegada havia incorporat a la seva visió personal de L'Orestea. També va continuar afegint noves tècniques per a l'enfocament espacial, cosa que va ser freqüent a la majoria dels seus treballs i que consistien en tres línies que sortien del centre del quadre principal enfora, un estil que es va observar per primera vegada a la seva obra Crucifixió, 1933. Al llarg de dues setmanes, durant el 1944, va acabar de pintar els Tres estudis... quan Bacon va esmentar que «tenia mals hàbits amb la beguda, i ho empitjorava amb unes espantoses ressaques i més beguda; de vegades em costava saber què era el que estava fent. Així i tot, crec que la beguda em va ajudar ser una mica més lliure». El lloc on va realitzar la pintura, va ser al pis de la planta baixa del 7 de Cromwell Place, a South Kensington, Londres. Una habitació del darrere, s'havia convertit en un saló de billar per qui va ser el seu anterior propietari, l'artista John Everett Millais. Tanmateix, durant el dia exercia com l'estudi de Bacon; però de nit, era un casino il·legal, el qual havia estat instaurat per Eric Hall i la mainadera d'infància de Bacon, Jessie Lightfoot.
Encara que ja portava més de vint anys pintant, Bacon insistia fermament que els Tres estudis... era el fons et origo de la seva carrera. Mentre destruïa molts dels seus llenços, va intentar deixar intactes algunes de les seves obres que havien quedat en el seu anterior estudi. A més a més va emfasitzar el fet que cap figura anterior a 1944 havia de ser admesa com a part del seu cànon, cosa que la majoria de la crítica donava suport. Les primeres publicacions de John Rusell i de David Slyvester començaven per descriure el tríptic de 1944 i el mateix Bacon va declarar fins al moment de la seva mort, que no havien de fer-se anàlisis retrospectives de les seves obres datades abans de 1944.

## El tríptic

### Descripció
El plafó pels Tres estudis per a figures al peu d'una crucifixió va ser pintat en unes taules suaus de Sundeala, un material que Bacon estava fent servir en aquella època en lloc de teles, ja que resultava més barat. Cada quadrícula mostra a una figura com una escultura sòlida contraposada sobre un fons de color ataronjat. El to ataronjat es mostra inconsistent a través dels llenços, degut parcialment al baix nivell d'oli trobat en la pintura, el que va donar lloc a diferents absorcions a les taules de fusta. La pell pàl·lida de les figures es va aconseguir amb la doble pintura de tons grisos i blancs amb pinzellades uniformes, mentre que els pedestals que suporten les figures varien entre tons grocs, verds, blancs i morats.

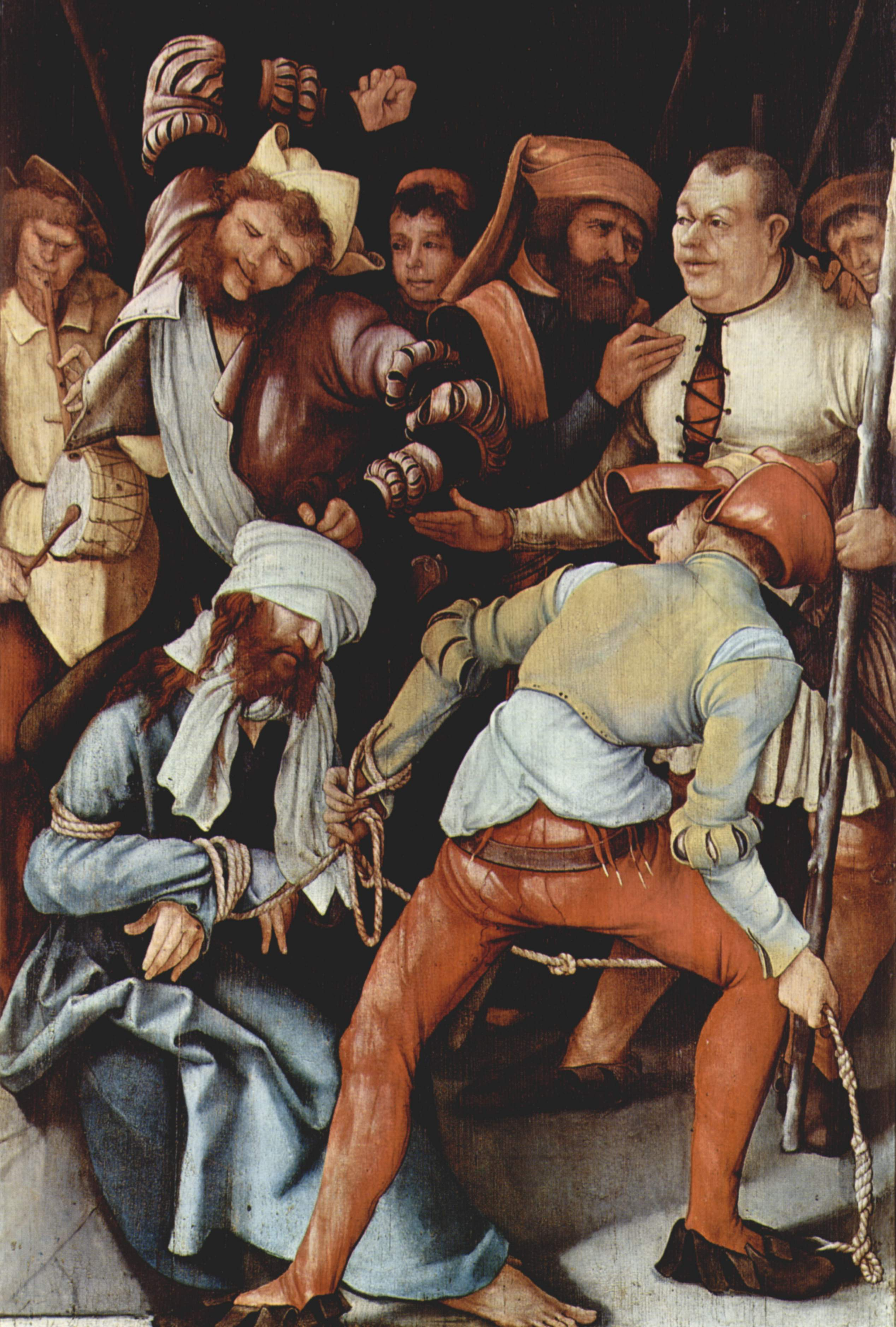
El Crist amb els ulls embenats a l'obra Crist ultratjat, c. 1503 de Matthias Grünewald, va ser una de les influències presents a l'obra de Bacon, de forma especial la figura central del tríptic.

Hugh Davies ha esmentat que de les tres figures, la que es troba a l'esquerra de totes les altres, té l'aparença d'una forma humana, i que és possible que representi un home moribund clavat en la creu. Asseguda en una espècie de taula, la criatura sense membres té un coll allargat, unes espatlles molt arrodonides i un plomall amb cabell negre. Igual que les altres dues imatges, la figura està pintada amb diverses capes de gris i blanc. La boca de la figura central es troba directament sobre el seu coll, en lloc d'estar present en una cara pròpiament dita. A més a més mostra les seves dents com si estigués grunyint i té els ulls tapats amb una tela semblant a un embenat, semblant al que apareix a la pintura de Matthias Grünewald, Crist ultratjat. Aquesta criatura s'enfoca cap a l'espectador, i està centrada enfront d'una sèrie de línies convergents que provenen del centre del pedestal sobre el qual està «parat».
Situat en un paisatge aïllat on només s'observa herba, la figura de la dreta té oberta la seva dentada boca com si estigués cridant, encara que David Sylvester ha comentat, que és possible que de fet, estigui badallant. La boca està oberta de tal manera, que seria impossible que una mandíbula humana pogués executar l'escena. El fons ataronjat d'aquest plafó és més brillant que el de les tonalitats de les altres dues taules, i del coll de la figura sobresurt una filera de dents, mentre que a un costat de la seva barra es mostra una orella protuberant. Aquesta secció té una notòria similitud amb una altra pintura de Bacon, Untitled, c. 1943, la qual es va pensar que havia estat destruïda fins que va aparèixer l'any 1997.

### Anàlisi
Una anàlisi amb infraroig va revelar que les taules havien estat alterades en nombroses ocasions mentre l'artista treballava en elles. Les cames de la criatura central estan envoltades d'unes imatges semblants a ferradures de color magenta, mentre que amb l'ajut de l'infraroig es va descobrir que en un inici havien estat pintades com a flors. L'àrea que està sota el cap, està cobert d'una capa ataronjada i blanca, mentre que la inspecció va mostrar que s'havien fet una sèrie de retocs amb pinzell per donar la composició final del paisatge, a més a més d'una silueta petita però allunyada de la figura principal. Quan el llenç es troba sense marc, es pot apreciar en ell, unes nombroses marques que envolten la vora del quadre, el que demostra que l'obra va ser feta amb summa delicadesa.
A una carta de 1959, el pintor va esmentar que els Tres estudis... estaven «destinats a ser utilitzats a la base d'una gran crucifixió en què encara estic treballant». Per això, s'intueix que Bacon va imaginar les figures com una predel·la perquè fossin usades en un retaule. El biògraf Michael Peppiatt va dir que era possible que les taules per si soles hagin estat treballades de manera individual, i que la idea de combinar les tres a manera de tríptic va venir després. N'hi ha molt poques dades i elements comuns entre els tres plafons perquè aquests suggereixin que van ser concebuts originàriament com un tot. Encara que els tres comparteixen la mateixa tonalitat ataronjada, Bacon ja havia utilitzat el mateix color a dues peces anteriors; encara més, gran part de la seva obra -és a dir, «obra, treball, projecte»- està marcada per períodes on utilitzava com a fons un únic color a diverses pintures. Des de l'inici de la seva carrera, Bacon preferia treballar en sèries de tal manera que la seva imaginació estimulés la seqüència de les seves obres; com ell va dir, «les imatges conceben d'altres imatges a la meva ment».
La crucifixió en si mateixa està absent en la pintura i no hi ha residus ni cap altre senyal que refutin la seva presència en algun dels plafons. Wieland Schmied, va escriure el 1996 que les tres Eumènides bé van poder haver reemplaçat a Crist i als dos lladres que es considera van ser crucificats al costat seu. La forma de les tres Eumènides estan preses directament de les pintures que Picasso va fer a la fi de la dècada de 1920 i a mitjans dels anys 1930 sobre éssers biomorfs amb fons de platges i de forma especial de l'obra The Bathers (1937). Tanmateix, l'erotisme i la comèdia que presenta Picasso a les seves obres van ser substituïdes per la sensació d'amenaça i por derivada de l'obra de Grünewald.

## Temàtica i estil
Tres estudis per a figures al peu d'una crucifixió és el punt de referència del qual parteix el treball posterior de Bacon, ja que aquest sempre va tractar de mantenir els seus interessos i afeccions pel que fa a la pintura durant la resta de la seva carrera. El format en tríptic, la posició de les figures darrere un quadre de vidre amb una sèrie de marcs daurats, les boques obertes, l'ús distorsionat als traços, les Eumènides i els temes relacionats a la crucifixió apareixien sovint en obres posteriors. La principal forma del seu expressionisme la va introduir amb aquesta obra; els subjectes que apareixen estan anatòmicament i físicament deformats i el seu aspecte és violent, preocupant i fingeixen ser criatures de moviment retardat. El tríptic sembla estar una mica allunyat del corrent principal de la seva obra. Aquesta assenyala directament a les seves fonts d'inspiració, les quals interpreta d'una manera literal inusual. També és de notar que el tríptic mostra a les criatures d'una manera diferent d'altres obres, atès que aquestes es troben a l'aire lliure; cap a 1948, en els estudis que feia Bacon sobre caps i figures, tendia a emfasitzar de manera especial aquestes figures dintre d'entorns tancats o habitacions confinades.
Encara que Bacon comentava que ell havia modelat les criatures amb base a les Eumènides, el vincle visual sobre les seves veritables fonts són tot just perceptibles en la seva obra acabada. L'ànim i l'harmonia de la seva pintura, tanmateix, és congruent amb les emocions agonitzants que s'explica a la llegenda de les Eumènides. Aquestes són comunament representades com unes antigues deïtats ctóniques encarregades de la venjança, d'actes de parricidis i matricidis, caçant i torturant criminals violents. A L'Orestea d'Èsquil, el personatge titular és perseguit per les Eumènides, ja que aquest va venjar la mort del seu pare a les mans de Clitemnestra. La història de la destrucció de la descendència de Atreu; Agamèmnon és assassinat a cops de matxet per la seva esposa Clitemnestra, i ella després talla el coll a Cassandra, qui havia presagiat els assassinats.
Atès que va ser fet el 1944, el tríptic probablement va fer ressò durant la Segona Guerra Mundial. Tanmateix, el crític Ziva Amishai-Maisseles comenta que la pintura expressa la mateixa confusió i consternació de Bacon «pel que fa a les manifestacions de violència i poder, coses ambdues que causaven una atracció i repulsió alternes en ell.»

### Interpretacions segons Bacon

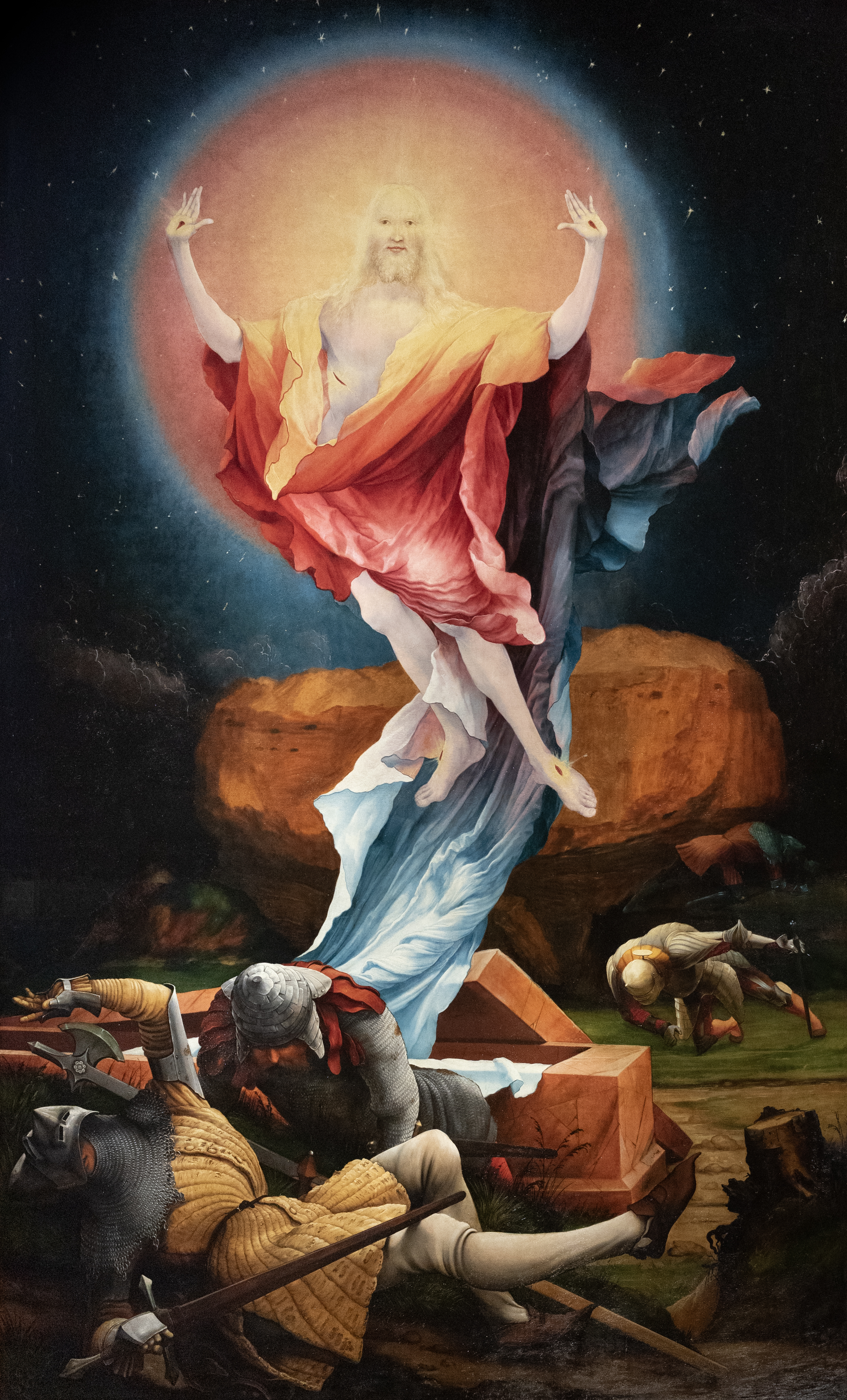
La resurrecció de Matthias Grünewald, que s'observa al retaule d'Issenheim va ser una influència directa dels Tres estudis....

Així i tot, Bacon no va desitjar il·lustrar el passatge narratiu d'aquesta història. Li va dir al crític d'art francès Michel Leiris que «no podria pintar a Agamèmnon, Clitemnestra o a Cassandra, per què aleshores es convertiria només en una altra pintura d'estil històric […] Per això vaig intentar dibuixar una imatge que plasmés la impressió que la història va deixar en mi». «L'olor de la sang humana somriu una mica per mi», una de les frases d'Èsquil, va tenir un impacte especial en Bacon, la forma en la qual expressa les boques de les figures a la seva pintura i a totes les altres obres, tenia com a finalitat expressar el profund sentiment que va concebre l'artista. El 1985, es va adonar que la frase d'Èsquil, havia fet que en ell: «apareguessin les més emocionants imatges i amb freqüència […] la violència de la frase va permetre que la imatge aflorés en mi, "l'olor de la sang humana somriu una mica per mi", bo, què pot ser més sorprenent que això?»
Bacon va conèixer l'obra d'Èsquil pel mig de la interpretació que va donar T. S. Eliot el 1939 sobre l'obra The Family Reunió, en la que el protagonista és perseguit per «els caçadors d'insomnis / els que no em deixen dormir». Al paper d'Eliot, les Eumènides encarnen el remordiment i culpa que sent Harry, qui guarda uns obscurs secrets familiars, encara que la seva germana també sap d'ells. A Bacon li va captivar la interpretació que se li va donar al treball d'Èsquil i va intentar estudiar més sobre la tragèdia grega, encara que va dir que moltes vegades s'havia lamentat de no haver estat capaç de llegir els seus contes en la seva versió original en grec. El 1942, va llegir l'obra Aeschylus in his Style de l'estudiós William Bedell Stanford i va trobar que el tema de la culpa obsessiva que es presenta a L'Orestea era força intrigant. El 1984, Bacon li va dir a Sylvester que encara que el tema de les seves pintures no tenien una connexió directa amb les obres del poeta grec, el treball d'Eliot «em va obrir les vàlvules dels meus sentiments».
La boca de la figura central del tríptic va ser també inspirada en el crit de la infermera que apareix a l'escena de les escales de Potemkin de la pel·lícula El cuirassat Potemkin (1925) del director Sergei Eisenstein. El 1984, el locutor Melvyn Bragg li va preguntar a Bacon sobre una còpia del segon plafó de la pintura, mentre estava filmant un documental sobre el South Bank Show i va notar que a inicis de la seva carrera artística el pintor estava interessat en la forma física de la boca humana. Bacon va comentar que «sempre he estat pensant en què podria fer una boca al costat de tota l'esplendor d'un paisatge de Claude Monet encara que mai no vaig ser capaç de fer-ho». Quan Bragg li va preguntar sobre per què pensava que havia fallat, Bacon va dir que «n'hauria de tenir massa color, n'hauria de saber més sobre l'interior de la boca, amb tots els colors interns de la boca, però mai no ho vaig intentar».
A part de la interpretació que se li donava a Picasso, el tema de la crucifixió va ser un aspecte que gairebé no es va explorar de manera aguda durant el segle XX pel que fa a l'art. Els surrealistes van explotar el seu valor pictòric i transcendental, encara que per regla general era usat com una expressió de blasfèmia en uns certs casos. Bacon expressava la seva fascinació per la manera en què alguns pintors, com Cimabue, mostraven la crucifixió; tanmateix, pel que fa a Picasso, ell es mostrava més impactat per la forma tan evasiva en què aquest pintor manifestava les seves, ja que les pintures estaven fora del marc religiós. Pels Tres estudis..., Bacon no va desitjar aproximar-se a la visió cristiana de la crucifixió per se, sinó més aviat aquesta reflecteix una perspectiva particular que tenia sobre la humanitat. Tal com li va dir a Sylvester: «només va ser un acte del desig humà, un camí de comportaments que t'encausen a altres».
La Passió de Crist es va convertir en la temàtica principal durant les etapes inicials de la carrera de Bacon i recorria de manera periòdica a aquesta. Quan li va preguntar el crític Jean Clair per què les escenes de la seva crucifixió tendien a abastar principalment els temes d'«assassinat, matances, carn mutilada i pell degollada» Bacon va respondre que «d'això és el que tracta la crucifixió no és així? […] De fet, no pots pensar en res més bàrbar que la crucifixió en si i en aquesta manera tan particular sobre com matar a algú». Mentre que els Tres estudis... van començar com un intent de representar directament l'escena de la crucifixió, les seves inspiracions artístiques ho van conduir a «una cosa completament diferent». Bacon va arribar a considerar l'escena com un esquelet per explorar noves formes de representació sobre la conducta i les emocions humanes. Per a ell, l'obra es va tornar en una espècie d'autoretrat; una via per treballar en «tot tipus d'emocions personals que fan referència al comportament i sobre el que és el camí de la vida».

## Repercussió crítica
La primera exposició en què van aparèixer els Tres estudis.. va ser la de Lefevre Gallery a Londres, a l'abril de 1945, al costat dels treballs de Henry Moore i Graham Sutherland. Bacon era un desconegut i és probable que la seva pintura estigués inclosa a la galeria a petició de Sutherland, un amic proper de Bacon aleshores. La presentació es va inaugurar dos mesos després del terme de la Segona Guerra Mundial, i Jonhn Russell havia esmentat que el període posterior al final de la guerra va marcar la història britànica d'una atmosfera de nostàlgia i optimisme, «una sensació que generava un pensament que deia que tot estaria bé, i els visitants anaven a Lefevre amb un esperit de gratitud per què els perills s'havien resolt de manera honorable».
El públic i la crítica van quedar desconcertats per la interpretació de l'obra. Russell va descriure estar impactat, per què «les imatges eren tan terribles que la ment ràpidament posava un blocatge perquè deixessis de veure-les. La seva anatomia era mig humana, mig animal i eren confinades en petites taules, sense marcs i en un espai proporcionalment estrambòtic. Unes semblaven que mossegaven, examinaven i succionaven i d'altres tenien un coll molt llarg semblant a les anguiles, però el seu funcionament en altres qüestions resultava un misteri. Tenien boques i orelles, però dues d'elles estaven cegues». L'escriptor de la revista Apollo, Herbert Furst va remarcar, «jo, he de confessar, que estava tan impressionat i desorientat pel surrealisme de Francis Bacon, que vaig haver de sortir-me'n de l'exposició. Tanmateix, va ser el fons vermell [sic] que em va fer pensar en les entranyes, de l'anatomia o en una dissecció «in vivo» i em va fer sentir quelcom primmirat». El tríptic va causar sensació, i de la nit al dia va convertir a Bacon en un dels més contravertits artistes del país.
A una ressenya pel New Statesman and Nation, Raymond Mortimer va escriure que el tríptic: «sembla estar basat en la crucifixió de Picasso (1930), però més distorsionada, perquè semblen colls d'estruç rematats amb uns caps protuberants que surten d'una bossa -l'efecte total dona una sensació melangiosament fàl·lica, alguna cosa com un Hieronymus Bosch però sense humor. Aquests objectes semblen estar sobre excrements i presentats com si fossin escultures, com a l'obra de Picasso de 1930. No tinc dubte sobre els dons poc comuns del sr. Bacon, però aquestes pintures ressalten el seu desmesurat sentiment respecte al món en què hem sobreviscut fins ara i semblen [per a mi] més aviat símbols de ràbia que una obra d'art. Si la pau ho arriba a assossegar, ell s'adonarà de l'horror que expressa la seva pintura a diferència de com ara la veu».
Tan bon punt es va adonar de la reacció que va tenir la crítica i el públic, Bacon va afirmar que «mai no vaig saber per què deien que les meves pintures eren repugnants. Sempre vaig estar adscrit al gènere de terror, però mai no vaig pensar sobre el terror en si. El plaer és una cosa molt diversa. I el terror també ho és. Pots dir que el famós Retaule d'Issenheim és una peça de terror? És una de les millors pintures sobre la crucifixió, on el cos està infestat d'espines semblants a claus, però l'estrafolària manera en la qual està representada et fa pensar en una altra cosa que en el terror. Però aquesta és la manera en la qual el terror és tan tranquil·litzant; no tracta potser sobre com les persones aconsegueixen sortir de les tragèdies importants? La gent tendeix a expiar-se fins a la felicitat, a una realitat més reconfortant de l'existència».
L'autor Colm Tóibín l'any 2000, va esmentar que el tríptic encara mantenia la seva «grissa genialitat». Matthew Kieran va escriure en un assaig sobre la pintura redactat el 2005, que «aquestes horripilants, cegues i iracundes figures són divergents pel que fa al seu impacte, perquè inunden a una de por, angoixa, pànic i desolació. Vàrem reaccionar davant seu com a criatures autoconscients, les seves actituds i expressions manifesten unes sensacions d'una solitud petrificant, una paüra abraçadora, sofriment i una consternació il·lusòria». El 2007, els Tres estudis per a figures al peu d'una crucifixió formen part de la col·lecció permanent de la Tate Gallery, va ser dnada per Eric Hall el 1953.

## Segona versió
Per regla general, Bacon recreava una segona versió de la majoria de les seves obres. Per a 1988, ja havia completat una còpia quasi idèntica als Tres estudis... originals. Amb unes mides de 78 × 58 polzades (198 × 147 cm), aquesta segona versió era dues vegades més allargada que l'original, i el fons ataronjat havia estat reemplaçat per un to més vermellós i de color sagnant. Les figures en aquesta versió, ocupen una proporció més petita amb relació al marc de les quadrícules, una característica que segons amb el catàleg de la Tate Gallery, «et submergeix en un profund buit».
L'opinió de la crítica va ser mixta; el nou tríptic va conduir a una severa crítica, ja que alguns experts esmentaven que la refinada tècnica usada a la pintura li treia a la imatge el seu representatiu poder. Denis Farr va comentar que l'escala ampliada de la segona versió li donava «una qualitat majestuosa que és força encertada», encara que per a ell la presentació esvelta de l'obra li treia una mica la seva vistosa impressió. El crític Jonathan Meades va dir que mentre el tríptic de 1988 era un treball més polit i pictòric, mancava de la seva tosca aparença original.
Pel que fa a la tendència de Bacon de tornar a unes certes temàtiques en les seves obres, Meades va observar que «Bacon tendeix a autoplagiar en àrees distintes que mostren una poca diversitat en alguns dels seus quadres. Cap, tan sols la versió de 1988 (o alguna còpia) del gran tríptic de la crucifixió de 1944 pot minvar aquesta obra: és impermeable, millor treballada i dona evidència que ha millorat la seva tècnica «pintoresca». Els fons ara estan més elaborats, definits i despullats del seu vistós i aspre atronjat de 1944». El crític James Demetrion va concloure que malgrat les discrepàncies entre totes dues, la segona versió encara manté la força i la commoció que oferia l'original.